# Musée des techniques Hugo-Junkers
Le musée des techniques Hugo-Junkers se trouve dans le quartier de Klein-Kühnau, à Dessau-Roßlau. Il est essentiellement consacré aux réalisations industrielles de l'avionneur Hugo Junkers.

## Historique

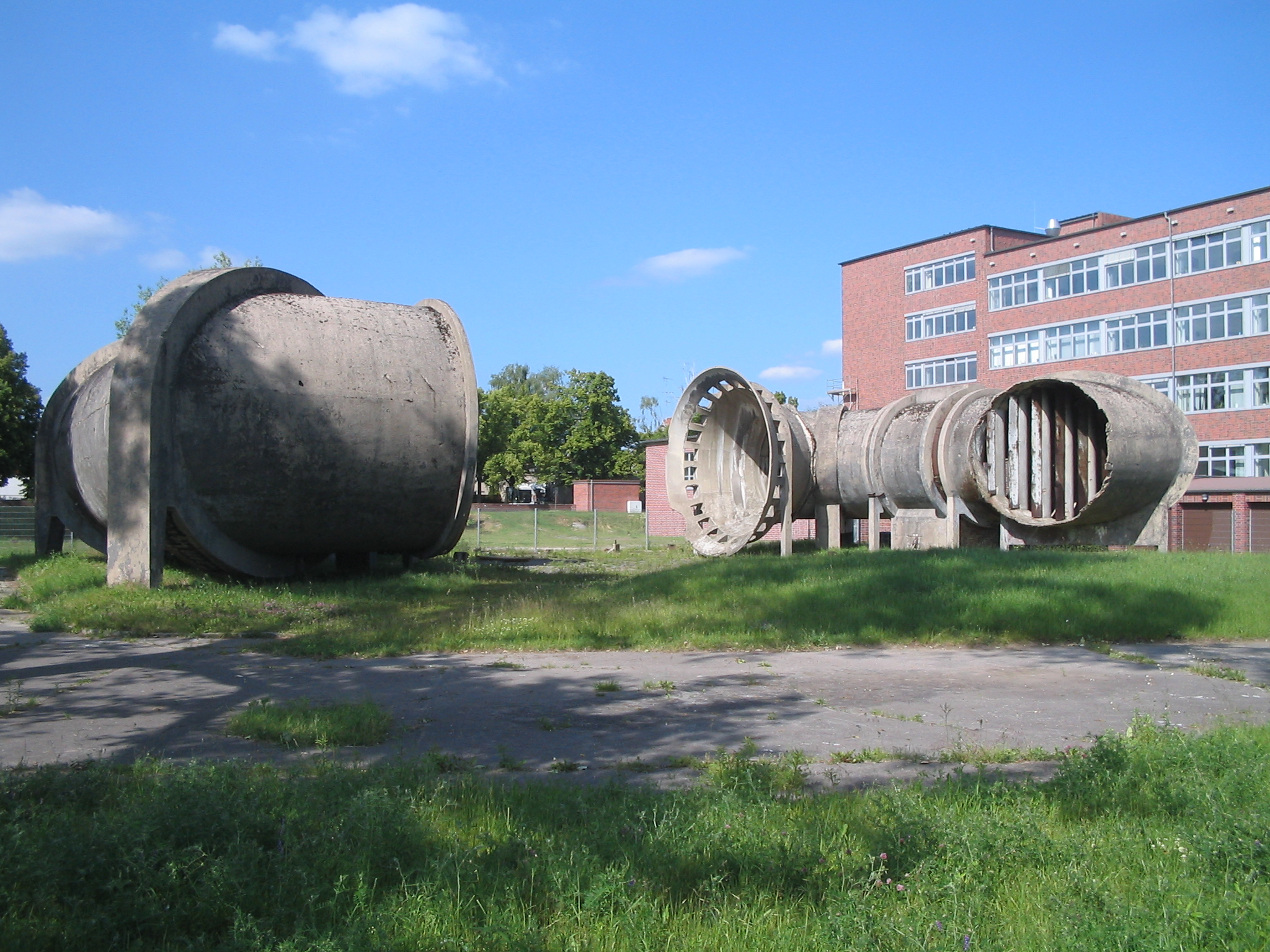
Vestiges de la soufflerie de l'Institut d'aérodynamique de Göttingen.

Le musée a été aménagé en 2001 sur les terrains des anciennes usines Junkers Motorenbau und Flugzeugwerk. Destiné initialement à regrouper les appareils réunis lors d'un meeting aéronautique, la vocation du musée s'élargit peu à peu.

## Collection
La grande halle lumineuse met en valeur plusieurs réalisations techniques importantes de l'industriel Junkers :
- moteur à essence
- Calorimètre
- moteur Diesel à pistons antagonistes
- Moteur hydraulique hydrostatique
- soufflerie
- un avion entièrement en métal.

On peut également voir le prototype d'un Junkers F 13.
Le joyau du musée est un Junkers Ju 52/3m, abattu en 1940 à Hartvikvann près de Narvik (Norvège). Il a été réparé en 1986 et échangé en 1995 avec un MiG-21PFM (takt. n°NVA 891 / Bw 22+37, aujourd'hui exposé au Forsvarsmuseet d'Oslo) par le musée de Dessau avec les autorités norvégiennes.
D'autres matériels sont exposés à l'extérieur de la halle, entre autres les vestiges d'une soufflerie de 1934, une plate-forme de compensation pour la calibration des instruments de bord (1935), un moyen-courrier de type Il-14 de Dresde ainsi qu'un wagon frigorifique de Waggonbau Dessau. Les autres appareils sont des avions civils et militaires, ainsi qu'un hélicoptère de la police de l’ex-RDA. Les machines exposées à l'extérieur, et même l'Iliouchine Il-14, nécessitent d'importantes réparations.
Tous les appareils exposés ont été récupérés de l'exposition organisée en 2000 par l'aéro-club de l'association sportive de la police PSV 90 e.V. Dessau.

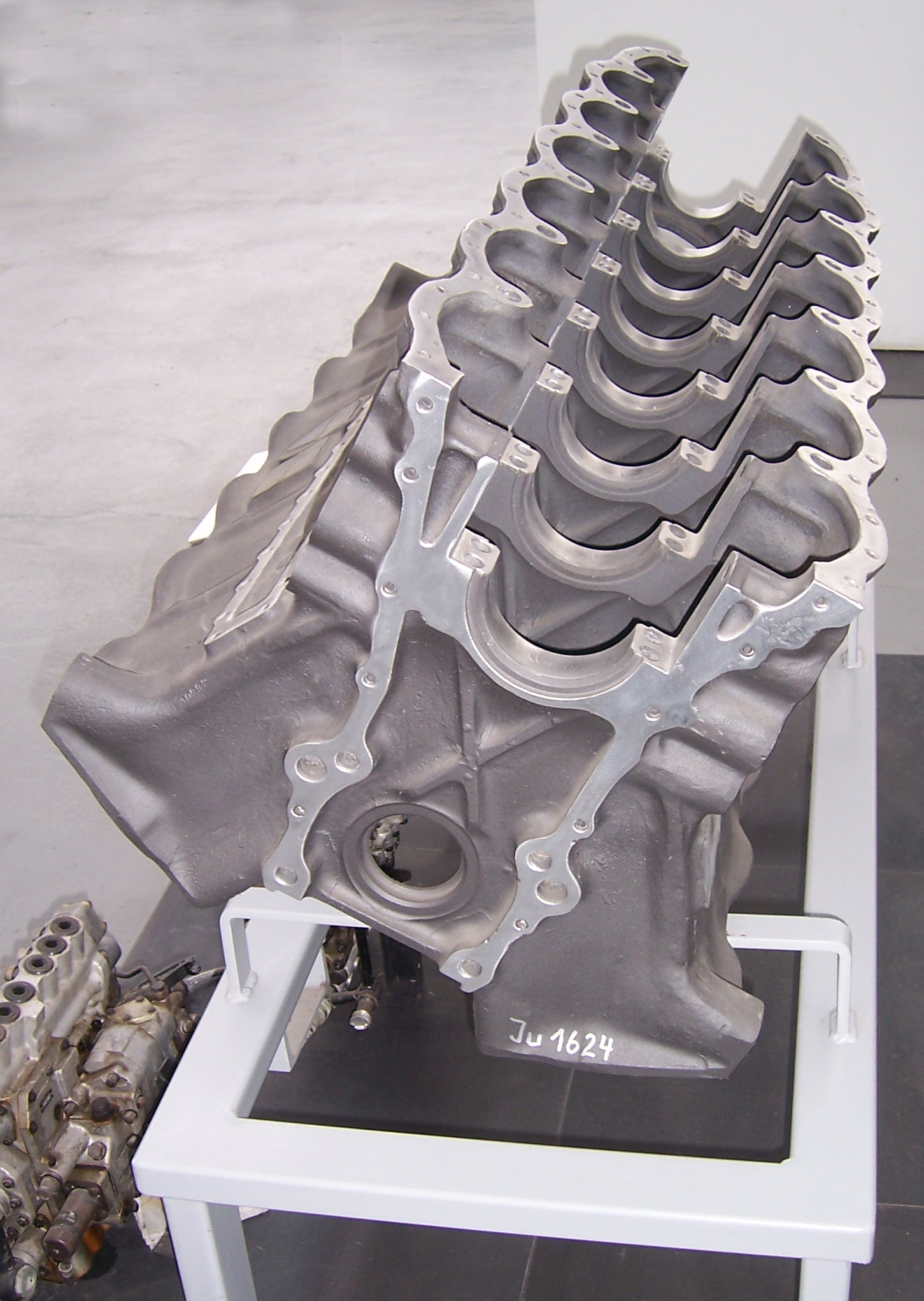
Carter du moteur Jumo 211

### Aéronefs
Dans la halle:
- Ju 52/3m
- MiG-15UTI
- Yak-27R
- DFS Olympia Meise
- Junkers F 13 (réplique).

À l'extérieur :
Avions
- Il-14
- Let Z-37
- MiG-21U
- MiG-23MF
- Su-22M-4
- Su-22UM-3K

- Hélicoptère Mil Mi-2

### Moteurs
- Daimler-Benz DB 605: coque et vilebrequin
- Jumo 207: maquette en éclaté
- Jumo 211: carter et injecteurs
- Jumo 213 A: coque
- Jumo 213 A-G-1: maquette en éclaté
- Jumo 004 A: maquette en éclaté
- Junkers L5: maquette en éclaté
- Chvetsov M-82 W: maquette en éclaté
- Walter Minor 4-III
- Moteur à soupapes Zündapp 9-092

## Voir également
- Liste des musées aéronautiques